# Jonathan David (labdarúgó)
Jonathan Christian David (Brooklyn, 2000. január 14. –) amerikai származású kanadai válogatott labdarúgó, a Juventus csatára.

## Pályafutása

### Klubcsapatokban
A Gloucester Dragons, az Ottawa Gloucester és az Ottawa Internationals korosztályos csapataiban nevelkedett, majd 2018-ban a belga Gent akadémiájára került. Augusztus 4-én debütálta Zulte-Waregem elleni bajnoki mérkőzésen góllal, a 77. percben Roman Jaremcsuk cseréjeként lépett pályára és a 95. percben eredményes volt. Öt nappal később a lengyel Jagiellonia Białystok elleni Európa-liga selejtezőjében a 77. percben állt be, 12 perccel később pedig megszerezte a csapata harmadik találatát. Augusztus 12-én ismét csereként lépett pályára és a Waasland-Beveren ellen duplázott. A hónap végén 5 mérkőzésen 5 gólt szerzett csereként, ezért a klub 2022-ig szerződést hosszabbított vele.
2020. augusztus 10-én a Lille OSC gárdája bejelentette 2025-ig szóló leigazolását. A francia csapat a legtöbb hírforrás szerint 30 millió eurót fizetett érte, amivel ő lett a belga élvonal történetének legdrágább játékosa, hiszen előtte még senki sem igazolt külföldre ekkora összegért Belgiumból.
2025. május 14-én jelentette be, hogy nem hosszabbítja meg a nyáron lejáró szerződését.
2025. július 4-én öt évre szóló szerződést írt alá az olasz élvonalbeli Juventushoz.

### A válogatottban
Szülei haiti származásúak, ő maga már a New York állami Brooklynban született. A kanadai U17-es válogatottal részt vett a 2017-es U17-es CONCACAF-aranykupán és a Suriname elleni csoportmérkőzésen duplázott. 2018 májusában az U23-asok közé is meghívott kapott a 2018-as Touloni Ifjúsági Tornára utazó válogatottba.
2018. augusztus 30-án meghívott kapott a felnőtt válogatott keretébe, amely az Amerikai Virgin-szigetek elleni CONCACAF Nemzetek Ligája selejtező mérkőzésre készült. Szeptember 9-én debütált a mérkőzésen és a 8–0-ra megnyert találkozón két gólt szerzett, valamint kiosztott egy gólpasszt is. 2019. május 30-án bekerült a 2019-es CONCACAF-aranykupán résztvevő végleges keretbe. Kuba ellen mesterhármast szerzett a 7–0-ra megnyert csoportmérkőzésen. A torna gólkirálya lett 6 találattal.

## Statisztikái

### Klubcsapatokban
2024. május 19-én frissítve.
| Klub     | Szezon   | Liga       | Liga  | Liga | Kupa  | Kupa | Európa | Európa | Egyéb | Egyéb | Összesen | Összesen |
| Klub     | Szezon   | Bajnokság  | Mérk. | Gól  | Mérk. | Gól  | Mérk.  | Gól    | Mérk. | Gól   | Mérk.    | Gól      |
| -------- | -------- | ---------- | ----- | ---- | ----- | ---- | ------ | ------ | ----- | ----- | -------- | -------- |
| Gent     | 2018–19  | Pro League | 33    | 12   | 6     | 0    | 4      | 2      | –     | –     | 43       | 14       |
| Gent     | 2019–20  | Pro League | 27    | 18   | 0     | 0    | 13     | 5      | –     | –     | 40       | 23       |
| Gent     | Összesen | Összesen   | 60    | 30   | 6     | 0    | 17     | 7      | 0     | 0     | 83       | 37       |
| Lille    | 2020–21  | Ligue 1    | 37    | 13   | 3     | 0    | 8      | 0      | –     | –     | 48       | 13       |
| Lille    | 2021–22  | Ligue 1    | 38    | 15   | 1     | 1    | 8      | 3      | 1     | 0     | 48       | 19       |
| Lille    | 2022–23  | Ligue 1    | 37    | 24   | 3     | 2    | —      | —      | —     | —     | 40       | 26       |
| Lille    | 2023–24  | Ligue 1    | 34    | 19   | 3     | 3    | 10     | 4      | —     | —     | 47       | 26       |
| Lille    | Összesen | Összesen   | 146   | 71   | 10    | 6    | 26     | 7      | 1     | 0     | 183      | 84       |
| Összesen | Összesen | Összesen   | 206   | 101  | 16    | 6    | 43     | 14     | 1     | 0     | 266      | 121      |

### A válogatottban
2025. március 23. szerint.
| Kanada   | Kanada   | Kanada |
| Év       | Mérkőzés | Gól    |
| -------- | -------- | ------ |
| 2018     | 3        | 3      |
| 2019     | 9        | 8      |
| 2021     | 12       | 7      |
| 2022     | 14       | 4      |
| 2023     | 7        | 4      |
| 2024     | 14       | 5      |
| 2025     | 2        | 1      |
| Összesen | 61       | 32     |

### Góljai a válogatottban
| #   | Dátum                | Helyszín                                                      | Ellenfél                 | Gól | Eredmény               | Esemény                                        |
| --- | -------------------- | ------------------------------------------------------------- | ------------------------ | --- | ---------------------- | ---------------------------------------------- |
| 1   | 2018. szeptember 9.  | IMG Academy, Bradenton, Egyesült Államok                      | Amerikai Virgin-szigetek | 3–0 | 8–0                    | 2019–20-as CONCACAF-nemzetek ligája-selejtező  |
| 2   | 2018. szeptember 9.  | IMG Academy, Bradenton, Egyesült Államok                      | Amerikai Virgin-szigetek | 4–0 | 8–0                    | 2019–20-as CONCACAF-nemzetek ligája-selejtező  |
| 3.  | 2018. október 16.    | BMO Field, Toronto, Kanada                                    | Dominikai Közösség       | 1–0 | 5–0                    | 2019–20-as CONCACAF-nemzetek ligája-selejtező  |
| 4.  | 2019. március 24.    | BC Place, Vancouver, Kanada                                   | Francia Guyana           | 3–1 | 4–1                    | 2019–20-as CONCACAF-nemzetek ligája-selejtező  |
| 5.  | 2019. június 15.     | Rose Bowl, Pasadena, Egyesült Államok                         | Martinique               | 1–0 | 4–0                    | 2019-es CONCACAF-aranykupa                     |
| 6.  | 2019. június 15.     | Rose Bowl, Pasadena, Egyesült Államok                         | Martinique               | 2–0 | 4–0                    | 2019-es CONCACAF-aranykupa                     |
| 7.  | 2019. június 23.     | Bank of America Stadium, Charlotte, Egyesült Államok          | Kuba                     | 1–0 | 7–0                    | 2019-es CONCACAF-aranykupa                     |
| 8.  | 2019. június 23.     | Bank of America Stadium, Charlotte, Egyesült Államok          | Kuba                     | 6–0 | 7–0                    | 2019-es CONCACAF-aranykupa                     |
| 9.  | 2019. június 23.     | Bank of America Stadium, Charlotte, Egyesült Államok          | Kuba                     | 7–0 | 7–0                    | 2019-es CONCACAF-aranykupa                     |
| 10. | 2019. június 29.     | NRG Stadion, Houston, Egyesült Államok                        | Haiti                    | 1–0 | 2–3                    | 2019-es CONCACAF-aranykupa                     |
| 11. | 2019. szeptember 7.  | BMO Field, Toronto, Kanada                                    | Kuba                     | 2–0 | 6–0                    | 2019–2020-as CONCACAF-nemzetek ligája (A liga) |
| 12. | 2021. június 5.      | IMG Academy, Bradenton, Amerikai Egyesült Államok             | Aruba                    | 7–0 | 7–0                    | 2022-es VB-selejtező                           |
| 13. | 2021. június 8.      | SeatGeek Stadium, Bridgeview, Egyesült Államok                | Suriname                 | 2–0 | 4–0                    | 2022-es VB-selejtező                           |
| 14. | 2021. június 8.      | SeatGeek Stadium, Bridgeview, Egyesült Államok                | Suriname                 | 3–0 | 4–0                    | 2022-es VB-selejtező                           |
| 15. | 2021. június 8.      | SeatGeek Stadium, Bridgeview, Egyesült Államok                | Suriname                 | 4–0 | 4–0                    | 2022-es VB-selejtező                           |
| 16. | 2021. szeptember 8.  | BMO Field, Toronto, Kanada                                    | Salvador                 | 2–0 | 3–0                    | 2022-es VB-selejtező                           |
| 17. | 2021. október 13.    | BMO Field, Toronto, Kanada                                    | Panama                   | 4–1 | 4–1                    | 2022-es VB-selejtező                           |
| 18. | 2021. november 12.   | Commonwealth Stadium, Edmonton, Kanada                        | Costa Rica               | 1–0 | 1–0                    | 2022-es VB-selejtező                           |
| 19. | 2022. január 27.     | Estadio Olímpico Metropolitano, San Pedro Sula, Honduras      | Honduras                 | 2–0 | 2–0                    | 2022-es VB-selejtező                           |
| 20. | 2022. február 2.     | Estadio Cuscatlán, San Salvador, Salvador                     | Salvador                 | 2–0 | 2–0                    | 2022-es VB-selejtező                           |
| 21. | 2022. június 13.     | Estadio Olímpico Metropolitano, San Pedro Sula, Honduras      | Honduras                 | 1–2 | 1–2                    | 2022–2023-as CONCACAF-nemzetek ligája (A liga) |
| 22. | 2022. szeptember 23. | Franz Horr Stadium, Bécs, Ausztria                            | Katar                    | 2–0 | 2–0                    | Barátságos mérkőzés                            |
| 23. | 2023. március 25.    | Ergilio Hato Stadion, Willemstad, Curaçao                     | Curaçao                  | 1–0 | 2–0                    | 2022–2023-as CONCACAF-nemzetek ligája          |
| 24. | 2023. március 28.    | BMO Field, Toronto, Kanada                                    | Honduras                 | 3–0 | 4–1                    | 2022–2023-as CONCACAF-nemzetek ligája          |
| 25. | 2023. június 16.     | Allegiant Stadion, Paradise, Amerikai Egyesült Államok        | Panama                   | 1–0 | 2–0                    | 2022–2023-as CONCACAF-nemzetek ligája          |
| 26. | 2023. november 18.   | Independence Park, Kingston, Jamaica                          | Jamaica                  | 1–0 | 2–1                    | 2023–2024-es CONCACAF-nemzetek ligája          |
| 27. | 2024. június 25.     | Children’s Mercy Park, Kansas City, Amerikai Egyesült Államok | Peru                     | 1–0 | 1–0                    | 2024-es Copa América                           |
| 28. | 2024. július 13.     | Bank of America Stadion, Charlotte, Amerikai Egyesült Államok | Uruguay                  | 1–1 | 2–2 (büntetőkkel: 3–4) | 2024-es Copa América                           |

## Sikerei, díjai

### Klub
- Lille
  - Ligue 1: 2020–21[21]
  - Francia szuperkupa: 2021[22]

### Egyéni
- CONCACAF-aranykupa gólkirály: 2019[23]
- CONCACAF-aranykupa csapatának tagja: 2019[24]
- Az év kanadai labdarúgója: 2019[25]
- Belga bajnokság gólkirály: 2019–2020 (megosztva Dieumerci Mbokani-val)[26]
- Jean-Claude Bouvy Trophy: 2019–2020[27]